# Klaas
Klaas Gerling, conhecido como Klaas, (Colônia, 3 de janeiro de 1981) é um DJ, produtor e remixer. Ele trabalha com Micha Moor sob o rótulo Scream & Shout. Ele tem remixado Global Deejays, Armand Van Helden, Eddie Thoneick e Michael Mind. Em 2009, ele lançou How Does It Feel e What Is Love - Haddaway (Klaas Remix).

## Singles
|                  | França | Suíça | Bélgica | Reino Unido | França Club 40 | Brasil |
| ---------------- | ------ | ----- | ------- | ----------- | -------------- | ------ |
| Infinity 2008    | 1      | 1     | 1       | 3           | 1              | 1      |
| What Is Love 2K9 | 5      | —     | 9       | —           | 2              | 4      |
| Our Own Way      | 9      | —     | —       | —           | 1              | 78     |

## Discografia
- Klaas - It's My Day (2010)
- Klaas – Downtown (2010)
- Klaas – Better Days (2009)
- Klaas – Our own way (2009)
- Klaas meets Haddaway – What is Love (2009)
- Klaas - Sexy Girl (2008)
- Klaas – Feel the Love (2008)
- Klaas – Make you feel (2008)
- Klaas – How does it feel (2008)
- Klaas – The Way
- Klaas – Confession (2006)
- Klaas – Get Twisted (2006)
- Klaas – Whipe your *** (2006)

## Singles remixes
- Culcha Candela – Somma im Kiez (Klaas Remix)
- Real2Real – I Like To Move it (Klaas Remix)
- Greg Cerrone – Invincible (Klaas Remix)
- Attack Attack – Set The Sun (Klaas Remix)
- Michael Mind – Ride Like The Wind (Klaas Remix)
- Global Deejays – Everybody's Free (Klaas Remix)
- Antoine Clamaran & Mario Ochoa – Give Some Love (Klaas Remix)
- Micha Moor – Space (Klaas Club Mix)
- Micha Moor – Space (Klaas Bigrooom Mix)
- Eddie Thoneick – Together As One (Klaas Remix)
- Patrick Bryce – Papercut (Klaas & Micha moor Remix)
- Chrissi D! – Don't you feel (Klaas Remix)
- DJ Aston Martinez – You Wanna (Klaas Remix)
- Erik Decks – Wild Obsession Theme (Klaas Remix)
- No Angels – Goodbye To Yesterday (Klaas Remix)
- DJ Antoine This time (Klaas Remix)
- Greg Cerrone – Pilling me (Klaas Remix)
- John Morley – Naughty (Klaas Remix)
- I'm A Finn Vs Klaas – I Love You (Klaas Remix)
- The Freelance Hellraiser – Weightlessness (Klaas Remix)
- Lissat & Voltaxx – Young and beautiful (Klaas & Micha Moor Remix)
- Spinning Elements – Freak (Klaas Remix)
- Dr. Kucho & Gregor Salto – Can't Stop Playing
- Fragma – Memory (Klaas Remix)
- Danny S – Keep Me Hanging On (Klaas Remix)
- Jean Elan – Where's Your Head At? (Klaas Remix)
- Guru Josh Project – Infinity 2008 (Klaas Remix)
- Stromae - House'Llelujah (Klaas Remix)
- Example - Kickstarts (Klaas Remix)
- Fentura - Live It (Klaas Remix)
- Jarper Forks - Rivers Flowers In You (Klaas Remix)